# Alberto Leveau (distrito)
Alberto Leveau é um distrito do Peru, departamento de San Martín, localizada na província de San Martín.

## Transporte
O distrito de Alberto Leveau não é servido pelo sistema de estradas terrestres do Peru.